# Upplands runinskrifter 1028
Runinskrift U 1028 är ett runstens-fragment placerat i Lena kyrkas vapenhus, Lena socken, Uppsala kommun i Uppland.

## Runstenen
U 1028 står uppställd mot en vägg i vapenhuset i Lena kyrka. Stenen består av ljusgrå kalksten, vilket är mycket ovanligt för uppländska runstenar. Stenen är 0,73 meter hög och 0,82 meter bred. Ristningen var ursprungligen djupt huggen och tydlig, men är nu vittrad och hårt sliten och har därigenom blivit svårläst, särskilt på högra sidan. Förmodligen har den slagits sönder för att användas som material i kyrkobygget.
Hösten 2018 hittades ytterligare ett mindre fragment av samma sten vid omläggning av kyrkogårdsmuren. Det nya fragmentet har inte passningen med det större fragmentet, men utifrån stenens tjocklek går det att göra en bedömning. Det större fragmentet är 12 cm tjockt på vänstra sidan och 9 cm tjockt på högra. Den nuvarande högra sidan bör därför ha varit riktad uppåt, och det större fragmentet bör således hört till runstenens topp. Det mindre fragmentet har en tjocklek från 10 till 11,5 cm vilket bör innebära att det suttit i den yttre slingans ursprungligen högra sida, på motsvarande höjd som samma tjocklek på vänstra sidan.

## Inskriften
Translitterering av runraden:
... asbiurn · (a)uk i[n]-... ... ...--[k](u)r(u)... ...---...na-... ...anti kuþ suiki · þa iʀ h[a] sui[k]u
Normalisering till fornvästnordiska:
... Asbiorn ok ... ... ... ... ...[l]andi(?). Guð sviki þa, eʀ hann sviku.
Översättning till nusvenska:
... Åsbjörn och ...-land(?). Gud svike dem, som sveko honom.
Stenen kan ursprungligen ha varit 2-2,5 meter hög. Inskriften har därför naturligtvis varit betydligt längre när stenen var hel. De fyra runorna på det mindre fragmentet har förmodligen utgjort del av ett namn. I samband med upptäckten av det mindre fragmentet 2018 upptäcktes också en tidigare ej observerad n-runa utanför slingan vid ormens sammanrullade svans. Den har förmodligen lagts till i efterhand för att korrigera att en runa glömts bort.

## Historia
U 1028 var känd redan av Johannes Bureus som tecknade av stenen, den var även då bara ett fragment. Bureus beskrev att stenen fanns "utanför dörren". Flera senare forskare beskrev att stenen fanns på kyrkogården, utanför vapenhus-dörren (på kyrkans södra sida, numera rivet). Richard Dybeck såg 1863 till att stenen, tillsammans med U 1026 och U 1027, flyttades till slutet på åsen söder om kyrkan. Där fanns U 1028 fram till 1951, då den istället flyttades in i kyrkans nuvarande vapenhus.